# Neuludwigsdorf
Neuludwigsdorf is een plaats in de Duitse gemeente Bromskirchen, deelstaat Hessen, en telt 90 inwoners (2007).